# Ренцо Мачадо
Ренцо Нері Мачадо Пертуссо (ісп. Renzo Neri Machado Pertusso, нар. 21 вересня 2005, Роча, Уругвай) — уругвайський футболіст, нападник клубу «Ліверпуль» (Монтевідео).

## Ігрова кар'єра

### Клубна
Ренцо Мачадо є вихованцем клубної академії столичного клубу «Ліверпуль».
В першій команді Мачадо дебютував у переможному матчі Суперкубку Уругваю 30 січня 2023 року, коли нападник вийшов на заміну у другому таймі. 5 лютого футболіст провів першу гру в чемпіонаті країни. У наступному році Мачадо разом з командою також здобув перемогу в матчі за Суперкубок країни.

### Збірна
На початку 2025 року Ренцо Мачадо в складі молодіжної збірної Уругваю взяв участь у молодіжному чемпіонаті Південної Америки, де забивши три голи став кращим бомбардиром своєї команди.

## Титули
Ліверпуль (Монтевідео)
 Чемпіон Уругваю: 2023
 Переможець Суперкубка Уругваю (2): 2023, 2024